# William Nylander
William Andrew Michael Junior Nylander Altelius (* 1. května 1996, Calgary, Alberta) je švédský hokejový útočník narozený v Kanadě působící v týmu Toronto Maple Leafs v severoamerické National Hockey League (NHL). Dne 27. června 2014 byl draftován již v prvním kole draftu 2014 jako 8. celkově týmem Toronto Maple Leafs.

## Soukromý život
Jeho otcem je bývalý švédský hokejista a hráč NHL Michael Nylander. Jeho mladší bratr Alexander je rovněž hokejistou.

## Prvenství
- Debut v NHL – 29. února 2016 (Toronto Maple Leafs proti Tampa Bay Lightning)
- První gól v NHL – 5. března 2016 (Toronto Maple Leafs proti Ottawa Senators, kanadskému brankáři Andrew Hammond)
- První asistence v NHL – 19. března 2016 (Toronto Maple Leafs proti Buffalo Sabres)
- První hattrick v NHL – 4. února 2017 (Boston Bruins proti Toronto Maple Leafs)

## Klubové statistiky
| Sezóna      | Klub                | Soutěž      |     | Základní část | Základní část | Základní část | Základní část | Základní část |    | Play off | Play off | Play off | Play off | Play off |
| Sezóna      | Klub                | Soutěž      | Z   | G             | A             | B             | TM            | Z             | G  | A        | B        | TM       |          |          |
| 2010/11     | Chicago Mission U16 | MWEHL       | 29  | 34            | 27            | 61            | 8             | —             | —  | —        | —        | —        |          |          |
| 2011/12     | Södertälje SK       | J20         | 8   | 1             | 3             | 4             | 2             | 4             | 0  | 5        | 5        | 2        |          |          |
| 2012/13     | Södertälje SK       | Allsv       | 8   | 4             | 2             | 6             | 2             | 10            | 2  | 1        | 3        | 4        |          |          |
| 2012/13     | Södertälje SK       | J20         | 27  | 15            | 28            | 43            | 14            | 5             | 3  | 5        | 8        | 2        |          |          |
| 2013/14     | MODO Hockey         | SHL         | 22  | 1             | 6             | 7             | 6             | 2             | 0  | 0        | 0        | 0        |          |          |
| 2013/14     | Rögle BK            | Allsv       | 18  | 4             | 4             | 8             | 10            | —             | —  | —        | —        | —        |          |          |
| 2013/14     | Södertälje SK       | Allsv       | 17  | 11            | 8             | 19            | 6             | —             | —  | —        | —        | —        |          |          |
| 2014/15     | MODO Hockey         | SHL         | 21  | 8             | 12            | 20            | 6             | —             | —  | —        | —        | —        |          |          |
| 2014/15     | Toronto Marlies     | AHL         | 37  | 14            | 18            | 32            | 4             | 5             | 0  | 3        | 3        | 0        |          |          |
| 2015/16     | Toronto Maple Leafs | NHL         | 22  | 6             | 7             | 13            | 4             | —             | —  | —        | —        | —        |          |          |
| 2016/17     | Toronto Maple Leafs | NHL         | 81  | 22            | 39            | 61            | 32            | 6             | 1  | 3        | 4        | 2        |          |          |
| 2017/18     | Toronto Maple Leafs | NHL         | 82  | 20            | 41            | 61            | 10            | 7             | 1  | 3        | 4        | 0        |          |          |
| 2018/19     | Toronto Maple Leafs | NHL         | 54  | 7             | 20            | 27            | 16            | 7             | 1  | 2        | 3        | 2        |          |          |
| 2019/20     | Toronto Maple Leafs | NHL         | 68  | 31            | 28            | 59            | 12            | 5             | 2  | 2        | 4        | 0        |          |          |
| 2020/21     | Toronto Maple Leafs | NHL         | 51  | 17            | 25            | 42            | 16            | 7             | 5  | 3        | 8        | 4        |          |          |
| 2021/22     | Toronto Maple Leafs | NHL         | 81  | 34            | 46            | 80            | 16            | 7             | 3  | 4        | 7        | 4        |          |          |
| 2022/23     | Toronto Maple Leafs | NHL         | 82  | 40            | 47            | 87            | 28            | 11            | 4  | 6        | 10       | 2        |          |          |
| 2023/24     | Toronto Maple Leafs | NHL         | 82  | 40            | 58            | 98            | 24            | 4             | 3  | 0        | 3        | 4        |          |          |
| 2024/25     | Toronto Maple Leafs | NHL         | 82  | 45            | 39            | 84            | 26            | 13            | 6  | 9        | 15       | 4        |          |          |
| NHL celkově | NHL celkově         | NHL celkově | 685 | 262           | 350           | 612           | 184           | 67            | 26 | 32       | 58       | 22       |          |          |

## Reprezentace
| Rok             | Tým             | Soutěž          | Z  | G  | A  | B  | TM |
| --------------- | --------------- | --------------- | -- | -- | -- | -- | -- |
| 2013            | Švédsko 17      | WHC-17          | 6  | 2  | 8  | 10 | 2  |
| 2013            | Švédsko 18      | MS18            | 5  | 2  | 1  | 3  | 2  |
| 2013            | Švédsko 18      | IH18            | 4  | 4  | 2  | 6  | 4  |
| 2014            | Švédsko 18      | MS18            | 7  | 6  | 10 | 16 | 0  |
| 2015            | Švédsko 20      | MSJ             | 7  | 3  | 7  | 10 | 0  |
| 2016            | Švédsko 20      | MSJ             | 1  | 1  | 0  | 1  | 0  |
| 2017            | Švédsko         | MS              | 10 | 7  | 7  | 14 | 2  |
| 2019            | Švédsko         | MS              | 8  | 5  | 13 | 18 | 0  |
| 2022            | Švédsko         | MS              | 3  | 3  | 2  | 5  | 2  |
| Junioři celkově | Junioři celkově | Junioři celkově | 23 | 15 | 21 | 36 | 8  |
| Senioři celkově | Senioři celkově | Senioři celkově | 21 | 15 | 22 | 37 | 4  |